# 大草鹛
大草鹛（学名：Pterorhinus waddelli），是画眉科草鹛属的一种，分布于印度和中国大陆。该物种的保护状况被评为近危。
大草鹛的栖息地包括亚热带或热带的高海拔疏灌丛和亚热带或热带的湿润山地林。该物种的模式产地在西藏雅鲁藏布江上曲水附近。

## 亚种
- 大草鹛藏南亚种（学名：Pterorhinus waddelli jomo），是中国的特有物种。分布于西藏等地。该物种的模式产地在西藏江孜以南6公里处。[3]
- 大草鹛指名亚种（学名：Pterorhinus waddelli waddelli）。分布于锡金以及中国大陆的西藏等地。该物种的模式产地在西藏雅鲁藏布江上曲水附近。[4]